# Марокко на зимових Олімпійських іграх 1968
Марокко на зимових Олімпійських іграх 1992 було представлене 5 спортсменів в 1 виді спорту. Збірна не завоювала жодної медалі.

## Слалом
| Спортсмен     | Квал. 1   | Квал. 1 | Квал. 2      | Квал. 2 | Фінал      | Фінал      |
| Спортсмен     | Результат | Номер   | Результат    | Номер   | Результат  | Номер      |
| ------------- | --------- | ------- | ------------ | ------- | ---------- | ---------- |
| Мехді Моуді   | 1.13,61   | 6       | 1.10,90      | 3       | Не пройшов | Не пройшов |
| Хасан Лахмауі | диск.     | -       | 1.09,16      | 4       | Не пройшов | Не пройшов |
| Мухамед Аомар | 1.29,54   | 6       | 1.20,03      | 4       | Не пройшов | Не пройшов |
| Саід Хусні    | 1.19,93   | 5       | не стартував | -       | Не пройшов | Не пройшов |

## Гігантській слалом
| Спортсмен     | 1 гонка | 2 гонка    | Разом   | Номер |
| ------------- | ------- | ---------- | ------- | ----- |
| Саід Хусні    | 2.24,40 | 2.16,28    | 4.40,68 | 83    |
| Хасан Ламауі  | 2.24,97 | 2.23,69    | 4.48,66 | 86    |
| Мухамед Аомар | н/ф     | не пройшов | -       | -     |
| Мімун Уіто    | н/ф     | не пройшов | -       | -     |